# Marko Rajković
Marko Rajković (Kirin Serbia: Марко Рајковић; sinh ngày 13 tháng 11 năm 1992) là một cầu thủ bóng đá Serbia, thi đấu cho Metalac Gornji Milanovac.